# Odontopera dicyrta
Odontopera dicyrta är en fjärilsart som beskrevs av Louis Beethoven Prout 1938. Odontopera dicyrta ingår i släktet Odontopera och familjen mätare. Inga underarter finns listade i Catalogue of Life.